# 細川刑部家
細川刑部家（ほそかわぎょうぶけ）は、清和源氏細川氏の庶流にあたる武家・士族・華族だった家。 細川忠興の五男細川興孝を祖とし、江戸時代には長岡を称して熊本藩の一門家臣となり、維新後には細川に復姓し士族を経て華族の男爵家に列した。

## 歴史
熊本藩主細川忠興の五男細川興孝は、一家を起こして熊本藩の一門家臣となり、当初は2万5000石、後に肥後国二丸1万石を領した。寛文4年（1664年）に孫の興知が長岡と改姓。刑部家が熊本郊外の子飼に設けた下屋敷（旧細川刑部邸）は県の重要文化財に指定され、現在は熊本城三の丸に移築・公開されている。
明治3年に当時の当主興昌が細川姓に復姓した。その子興増は西南戦争で旧熊本藩士が西郷軍に協力しないよう尽力。日清戦争でも戦功を挙げた。
維新後には細川刑部家は当初士族に列していたが、明治17年（1884年）に華族が五爵制になった際に定められた『叙爵内規』の前の案である『爵位発行順序』所収『華族令』案の内規（明治11年・12年ごろ作成）や『授爵規則』（明治12年以降16年ごろ作成）では旧万石以上陪臣が男爵に含まれており、同家も男爵候補に挙げられているが、最終的な『叙爵内規』では旧万石以上陪臣は授爵対象外となったためこの時点では同家は士族のままだった。
明治15年・16年ごろ作成と思われる『三条家文書』所収『旧藩壱万石以上家臣家産・職業・貧富取調書』は、細川興増について旧禄高を1万石、所有財産は金禄公債6250円、田畑徳米786石5升1合、貸付金利歳入2250円余、合歳入金8790円余、職業は権少数正、貧富景況は相応と記されている。
その後、宗家の細川護久侯爵や細川刑部家の旧臣、熊本県知事松平正直などから同家の旧熊本藩における家格や西南戦争の勲功をもって華族編列の授爵があるよう請願が行われた。西南戦争における勲功が認められる形で、明治30年10月27日付けで興増は華族の男爵に叙せられた。
3代男爵孝典の代に細川刑部男爵家の住居は東京市世田谷区経堂町にあった。

## 歴代当主
1. 細川興孝（細川忠興の五男）
2. 細川興之
3. 長岡興知
4. 長岡興章
5. 長岡興業
6. 長岡興彭（細川宣紀の八男）
7. 長岡興真
8. 長岡興礼
9. 長岡興泰
10. 細川興昌
11. 細川興増
12. 細川興生
13. 細川孝典
14. 細川孝尚
15. 細川孝宏